# Guvernul Iurie Leancă
Guvernul Iurie Leancă a fost un cabinet de miniștri care a guvernat Republica Moldova din 31 mai 2013 până în 18 februarie 2015.

## Formarea guvernului Leancă
După demisia guvernului Vlad Filat (2) la 5 martie 2013, Președintele Republicii Moldova, Nicolae Timofti, a semnat la data de 15 mai 2013 un decret privind desemnarea lui Iurie Leancă în calitate de candidat pentru funcția de Prim-ministru, a autorizat să întocmească programul de activitate și lista Guvernului și să le prezinte Parlamentului spre examinare și a adus la cunoștința deputaților, în cadrul ședinței plenare a Parlamentului, avansarea candidaturii lui Iurie Leancă la postul de Prim-ministru.
La data de 30 mai 2013, guvernul Iurie Leancă primește votul de încredere acordat de Parlament prin voturile a 58 deputați a Coaliției de Guvernare Pro-Europeană și unii deputați neafiliați (Vadim Mișin, Oleg Babenco, Tatiana Botnariuc, Sergiu Sîrbu și Veronica Abramciuc). De asemenea a fost aprobat și programul de guvernare.
La 31 mai 2013 membrii guvernului au depus jurământul de credință în prezența președintelui Nicolae Timofti.
Față de guvernul anterior, în noul guvern nu a mai intrat viceprim-ministrul Mihai Moldovanu și miniștrii Anatol Șalaru, Octavian Țîcu și Boris Focșa.
Pe 10 decembrie 2014 Guvernul Iurie Leancă și-a dat demisia. Aceasta a fost o procedură tehnică, în conformitate cu articolul 103 din Constituția Republicii Moldova și articolul 6 din Legea nr.64-XII din 31 mai 1990 cu privire la Guvern, care îl obligă să demisioneze odată cu validarea alegerilor noului parlament.

## Componența cabinetului
| Minister                                                                 | Nume                | Portret                                                                | Partid      | În funcție din | Până la           |
| ------------------------------------------------------------------------ | ------------------- | ---------------------------------------------------------------------- | ----------- | -------------- | ----------------- |
| Prim-ministru                                                            | Iurie Leancă        | Iurie Leancă Senate of Poland                                          | PLDM        | 31 mai 2013    | 18 februarie 2015 |
| Viceprim-miniștri                                                        |                     |                                                                        |             |                |                   |
| Viceprim-ministru, Ministru al Afacerilor Externe și Integrării Europene | Natalia Gherman     | NataliaGherman̠Wien                                                     | PLDM        | 31 mai 2013    | 18 februarie 2015 |
| Viceprim-ministru, Ministru al Economiei                                 | Valeriu Lazăr       | Valeriu Lazăr (2015-06-19)                                             | PDM         | 31 mai 2013    | 2 iulie 2014      |
| Viceprim-ministru, Ministru al Economiei                                 | Andrian Candu       | Andrian Candu 2020                                                     | PDM         | 3 iulie 2014   | 23 ianuarie 2015  |
| Viceprim-ministru pentru Reintegrare                                     | Eugen Carpov        | Eugen Carpov (2015-06-02)                                              | PLDM        | 31 mai 2013    | 18 februarie 2015 |
| Viceprim-ministru pentru Probleme Sociale                                | Tatiana Potîng      | Silver - replace this image female                                     | PLR         | 31 mai 2013    | 18 februarie 2015 |
| Miniștri                                                                 |                     |                                                                        |             |                |                   |
| Ministru al Finanțelor                                                   | Veaceslav Negruța   | Veaceslav Negruța (Accent TV video)                                    | PLDM        | 31 mai         | 14 august 2013    |
| Ministru al Finanțelor                                                   | Anatol Arapu        | Anatol Arapu (2015-07-10) 01                                           | PLDM        | 14 august 2013 | 18 februarie 2015 |
| Ministru al Dezvoltării Regionale și Construcțiilor                      | Marcel Răducan      | Silver - replace this image male                                       | PDM         | 31 mai 2013    | 18 februarie 2015 |
| Ministru al Agriculturii și Industriei Alimentare                        | Vasile Bumacov      | Vasile Bumacov                                                         | PLDM        | 31 mai 2013    | 18 februarie 2015 |
| Ministru al Mediului                                                     | Gheorghe Șalaru     | Gheorghe Salaru-IMG 3790                                               | PLR         | 31 mai 2013    | 5 iunie 2014      |
| Ministru al Mediului                                                     | Valentina Țapiș     | Silver - replace this image female                                     | PLR         | 6 iunie 2014   | 18 februarie 2015 |
| Ministru al Educației                                                    | Maia Sandu          | Maia Sandu - MUS2559 (cropped)                                         | PLDM        | 31 mai 2013    | 18 februarie 2015 |
| Ministru al Sănătății                                                    | Andrei Usatîi       | Silver - replace this image male                                       | PLDM        | 31 mai 2013    | 18 februarie 2015 |
| Ministru al Muncii, Protecției Sociale și Familiei                       | Valentina Buliga    | Valentina Buliga (2014-03-11)                                          | PDM         | 31 mai 2013    | 18 februarie 2015 |
| Ministru al Culturii                                                     | Monica Babuc        |                                                                        | PDM         | 31 mai 2013    | 18 februarie 2015 |
| Ministru al Transporturilor și Infrastructurii Drumurilor                | Vasile Botnari      | Silver - replace this image male                                       | PDM         | 31 mai 2013    | 18 februarie 2015 |
| Ministru al Justiției                                                    | Oleg Efrim          | Oleg Efrim                                                             | PLDM        | 31 mai 2013    | 18 februarie 2015 |
| Ministru al Afacerilor Interne                                           | Dorin Recean        | Silver - replace this image male                                       | PLDM        | 31 mai 2013    | 18 februarie 2015 |
| Ministru al Tehnologiei Informației și Comunicațiilor                    | Pavel Filip         | Pavel Filip (11322438465) cropped                                      | PDM         | 31 mai 2013    | 18 februarie 2015 |
| Ministru al Apărării                                                     | Vitalie Marinuța    | Vitalie Marinuța                                                       | PLR         | 31 mai 2013    | 27 februarie 2014 |
| Ministru al Apărării                                                     | Valeriu Troenco     | Valeriu Troenco                                                        | PLR         | 5 aprilie 2014 | 18 februarie 2015 |
| Ministru al Tineretului și Sportului                                     | Octavian Bodișteanu | Silver - replace this image male                                       | PLR         | 31 mai 2013    | 18 februarie 2015 |
| Membri ex-officio                                                        |                     |                                                                        |             |                |                   |
| Președinte al Academiei de Științe a Moldovei                            | Gheorghe Duca       | Flickr - Ion Chibzii - The president of Academy of Sciences of Moldova | Independent | 31 mai 2013    | 18 februarie 2015 |
| Guvernator (Bașcan) al UTA Găgăuzia                                      | Mihail Formuzal     | Михаил Формузал                                                        | PRM         | 31 mai 2013    | 18 februarie 2015 |

## Sursa
- Cabinetul de miniștri al Republicii Moldova

| Precedat(ă) de: Guvernul Vlad Filat (2) | Guvernul Iurie Leancă 31 mai 2013 — 10 decembrie 2014 | Succedat(ă) de: Guvernul Chiril Gaburici |